# Sent Jòrdi (Gers)
Sent Jòrdi (en francès Saint-Georges) és un municipi francès situat al departament del Gers i a la regió d'Occitània.

## Demografia
| 1962                                       | 1968 | 1975 | 1982 | 1990 | 1999 | 2006 |
| ------------------------------------------ | ---- | ---- | ---- | ---- | ---- | ---- |
| 236                                        | 195  | 180  | 162  | 181  | 154  | 165  |
| Des de 1962: població sense dobles comptes |      |      |      |      |      |      |

## Administració
| Període   | Identitat        | Partit        |
| --------- | ---------------- | ------------- |
| 1929-1971 | Clément Laffitte | Divers gauche |
| 1971-1995 | André Cadours    | PS            |
| 1995-     | Daniel Labissy   | PS            |